# 科林·韦尔斯
科林·M·韦尔斯（英語：Colin Michael Wells，1933年11月15日—2010年3月11日）是一位英国历史学家和考古学家，专攻古罗马和古希臘历史，主要作品有《拜占庭的赠礼：东罗马帝国对西欧、阿拉伯世界和斯拉夫地区的文化影响》（Sailing from Byzantium: How a Lost Empire Shaped the World）等。